# Macropora georgiensis
Macropora georgiensis är en mossdjursart som beskrevs av de la Cuadra och Garcia-Gomez 1997. Macropora georgiensis ingår i släktet Macropora och familjen Macroporidae. Inga underarter finns listade i Catalogue of Life.